# Robe de l'âne

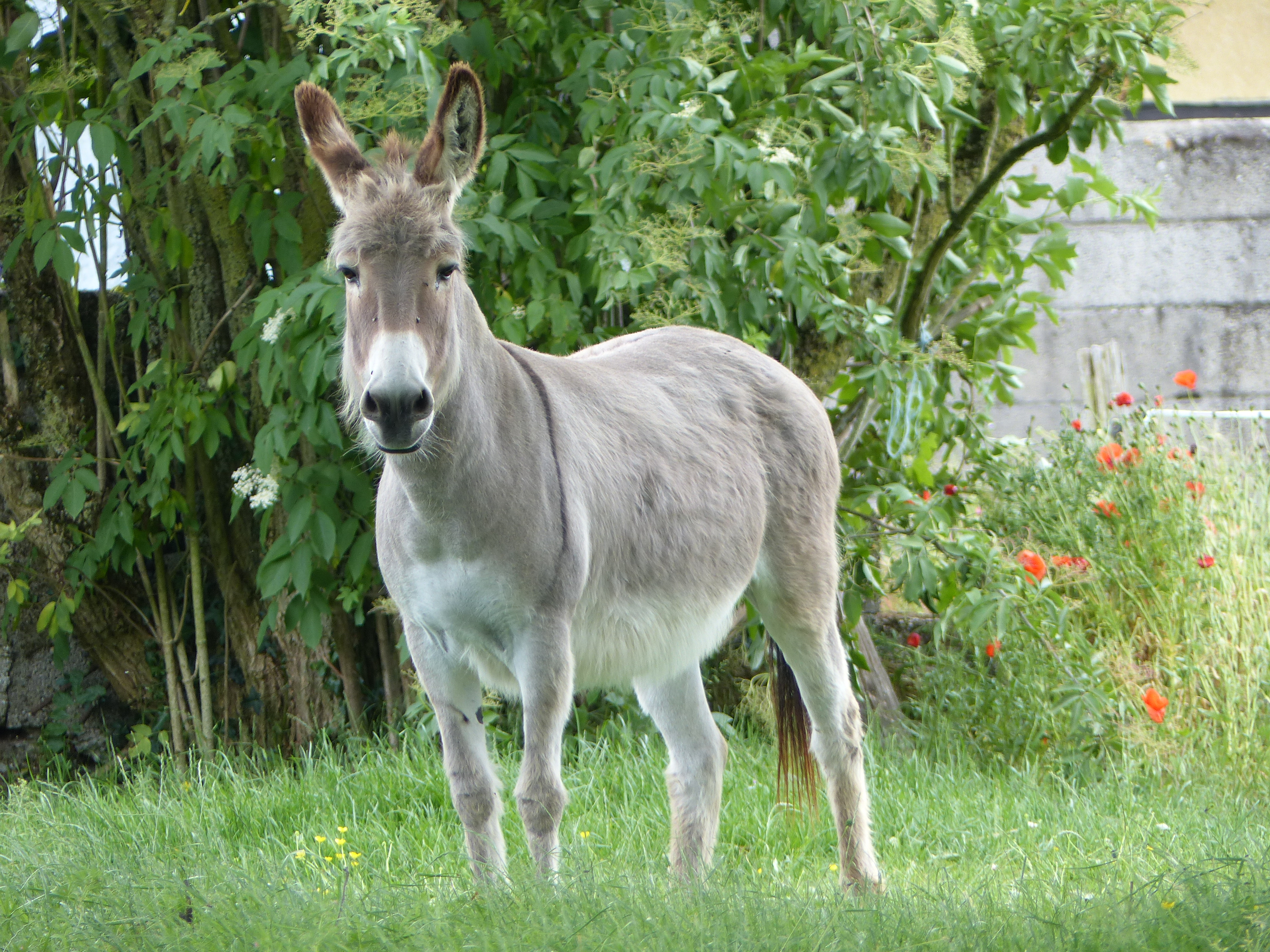
Âne gris dun pangaré en Mayenne, portant la robe typique des ânes domestiques.

La robe de l'âne désigne la ou les couleurs d'un âne. Les dénominations des robes ainsi que leurs définitions sont liées à leur apparence visuelle, définie par la couleur des poils, des crins et de la peau qui la composent.
Ces couleurs vont du noir au blanc, en passant par toutes les gammes du « marron ». La description est complétée par la notation des épis, qui sont les modifications du sens de pousse des poils.
Les mécanismes génétiques à l'origine de la couleur des ânes restent peu connus.

## Histoire
La sélection des robes chez l'âne est beaucoup moins importante que chez le cheval. L'âne est en effet essentiellement un animal de travail, la sélection de ses robes apparaissant comme un luxe. Les rares sélections de robe concernent surtout des régions du monde dans lesquelles les ânes ne sont pas ou plus essentiels aux activités de subsistance.

## Robes de base

### Bai

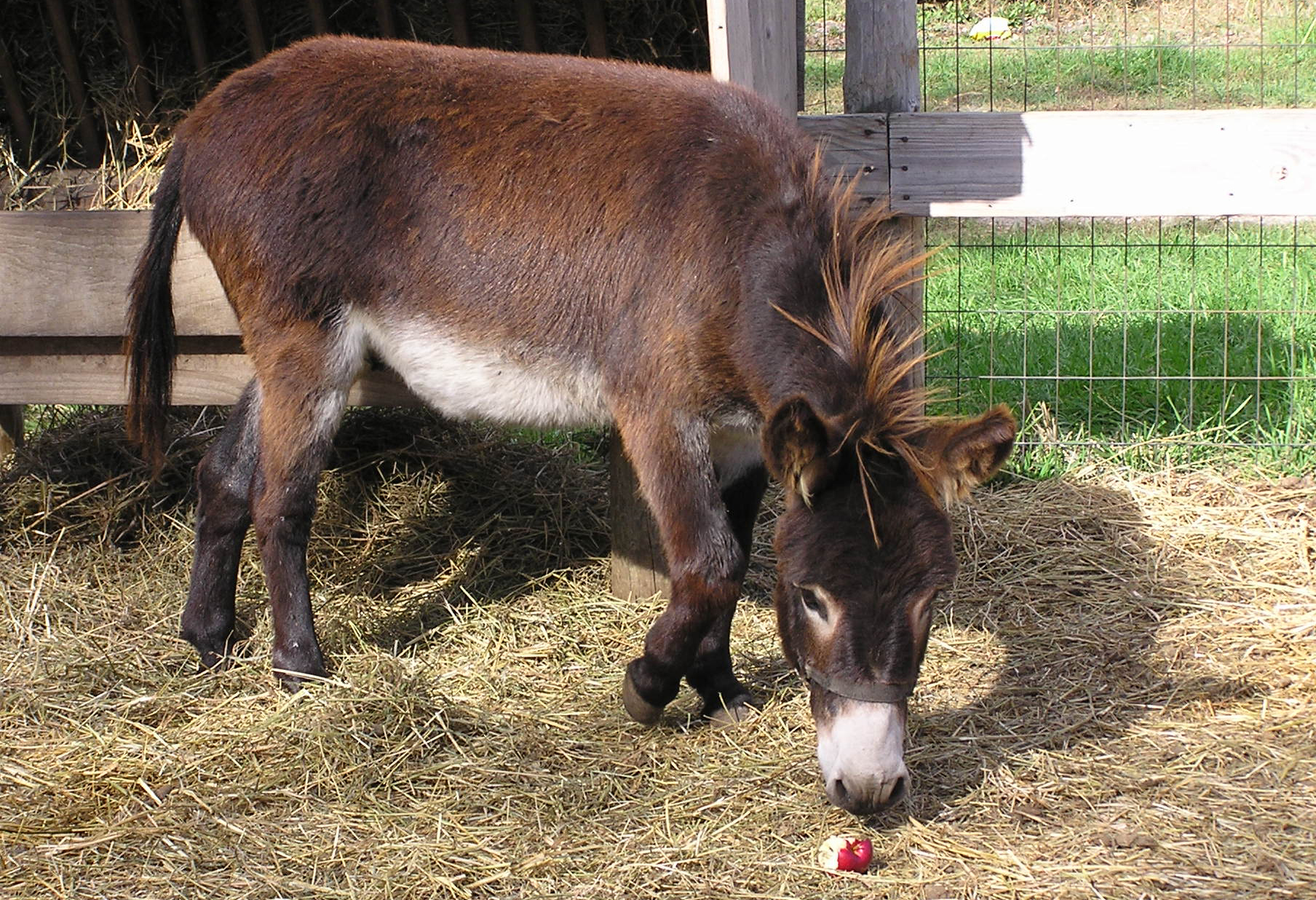
Âne bai.

Le bai se rencontre de manière occasionnelle. Il se caractérise par un pelage dans les tons marron souvent foncé, voire proche du noir. Il peut être difficile de distinguer le bai du noir, car il n'existe pas de séparation marquée entre ces teintes, mais plutôt un continuum.

### Noir

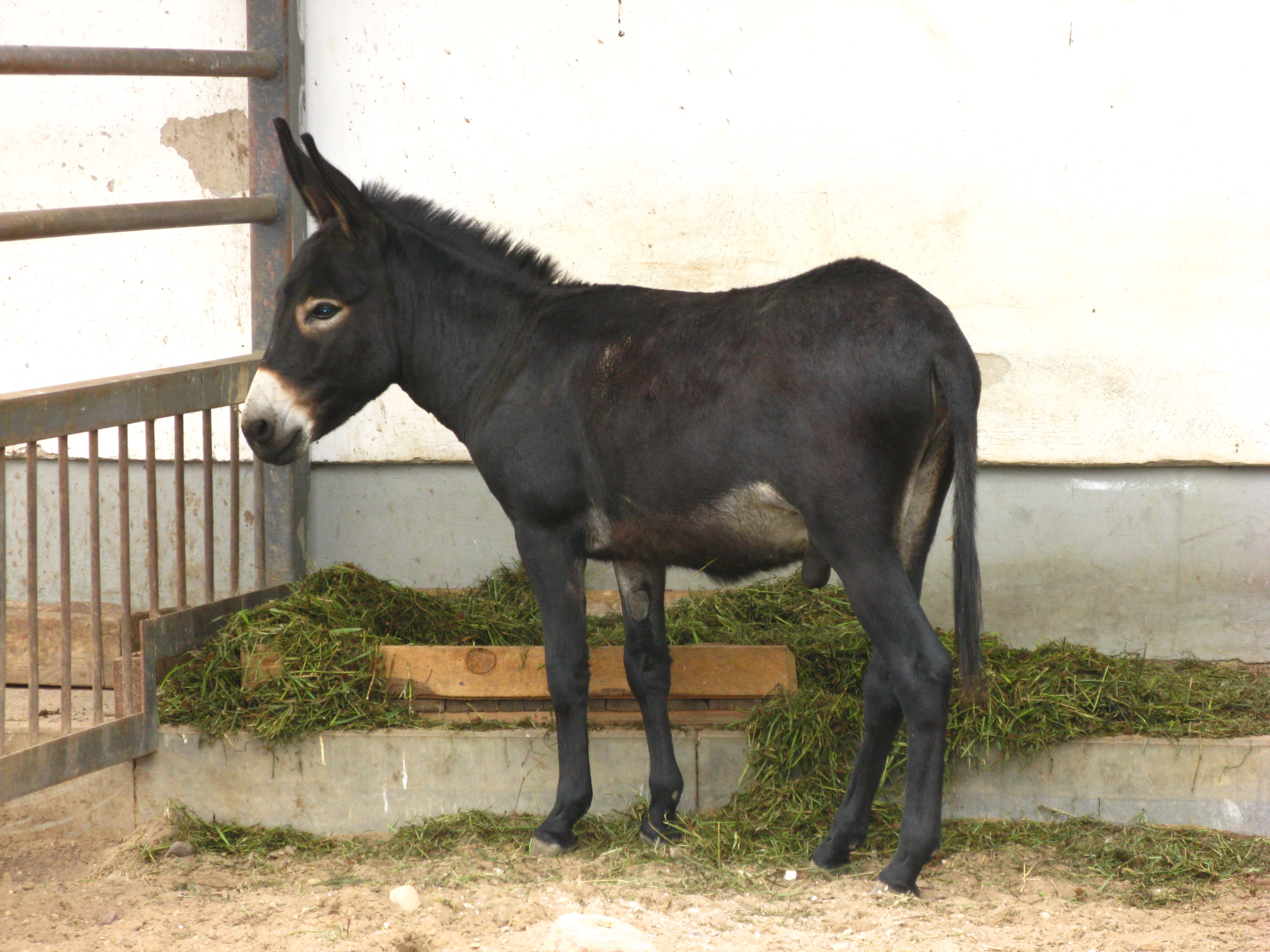
Âne noir.

- Âne grand noir du Berry

### Roux
Les ânes de couleur rousse peuvent être nommés alezan ou roux. L'intensité de ce roux peut varier, et les crins peuvent être plus clairs (flaxen) ou au contraire noirs, le bas des jambes restant toujours clair. La plupart de ces ânes arborent des marques primitives dans les tons marron, toujours plus foncées que leur couleur de robe.

## Robes diluées

### Mutation ivoire

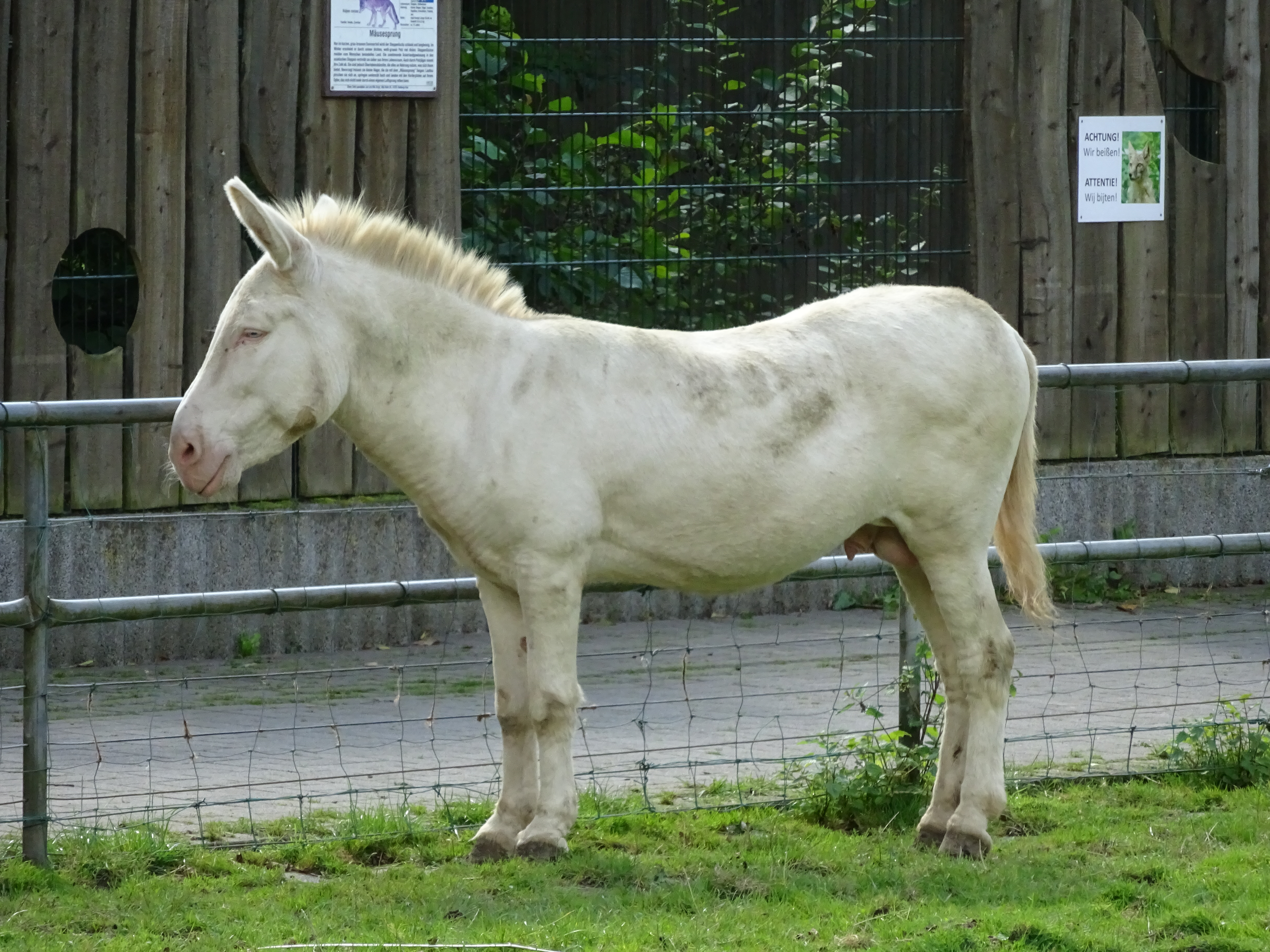
Baudet ivoire.

Les ânes à mutation ivoire ont une peau rose, des yeux bleus, et une couleur crème claire qui peut être distinguée du blanc pur si l'individu porte des marques blanches ou des taches. La couleur du pelage varie du beige au blanc. 
Le facteur ivoire est hérité de manière récessive.
La plupart des ânes ivoire dans le monde appartiennent à des races miniatures.

### Gène dun
Le gris dun est à la fois la robe d'origine des ânes sauvages, et la plus commune chez les ânes domestiques. Les ânes dun combinent le plus souvent des marques primitives noires (raie de mulet et bande scapulaire), et des décolorations blanches du museau, du tour de l’œil et du ventre (pangaré).

## Mutation NLP

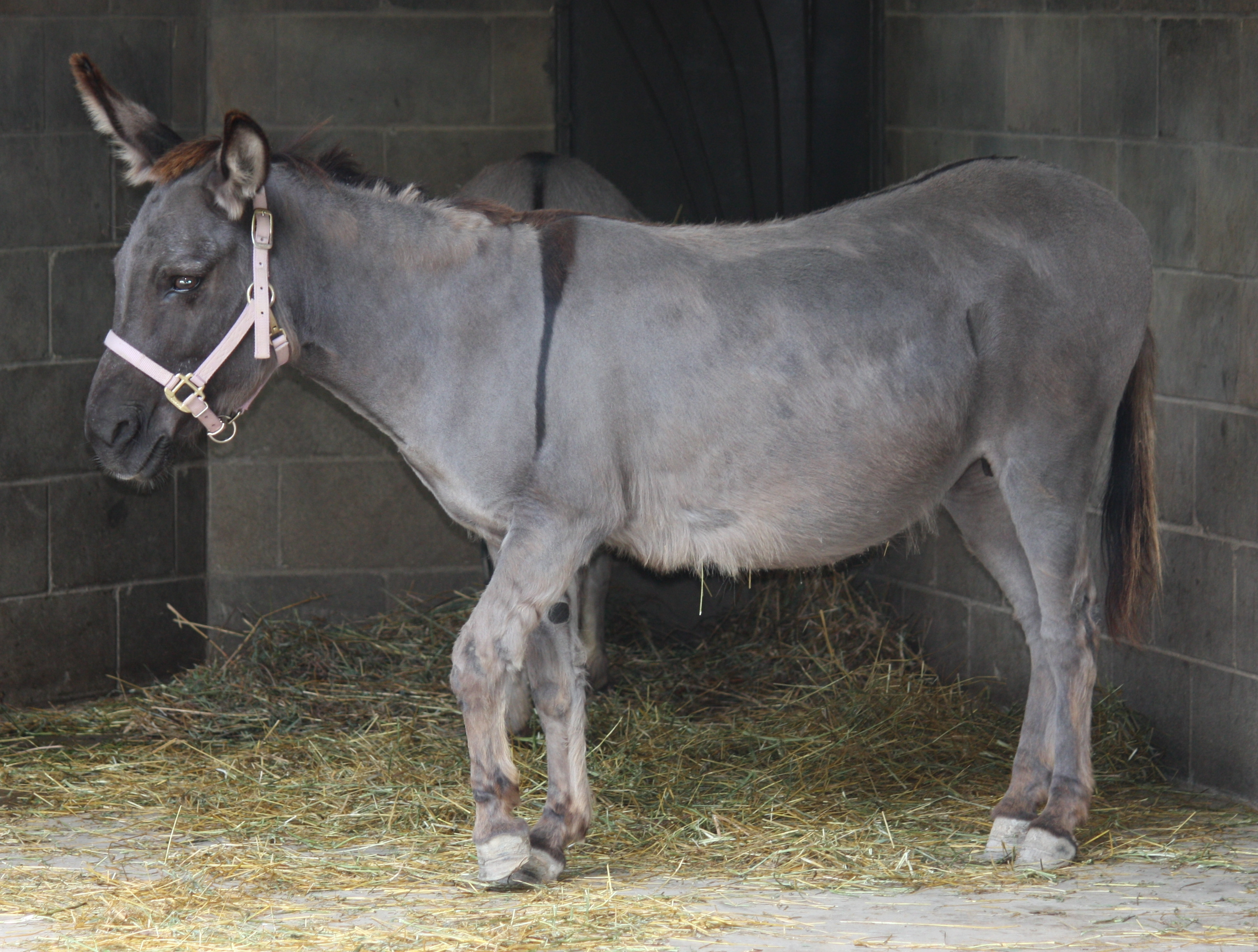
Âne gris NLP.

Cette mutation est nommée No Light Points (pas de marquages clairs) ou Dark Points en anglais. Les ânes non-pangarés sont relativement rares, la perte du marquage pangaré résultant d'une mutation faux sens du gène de la protéine de signalisation agouti (ASIP). Il s'agit d'une mutation récessive.
La mutation NLP existe chez les races miniatures, les ânes marron, et très rarement chez l'American Mammoth Jackstock et l'Âne normand. Cette mutation se produit habituellement sur une robe gris dun ou noire, mais peut théoriquement concerner n'importe quelle robe de base.

## Robes tachetées

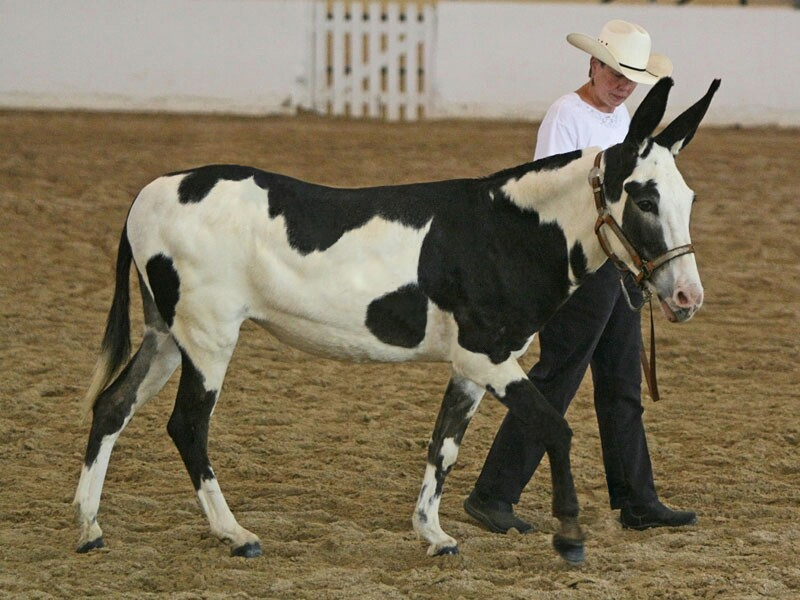
Âne tacheté pie noir et blanc aux États-Unis.

Les robes tachetées chez l'âne résultent de mutations du gène KIT,. Il semble que cette mutation soit létale à l'état homozygote, tous les ânes tachetés testés étant hétérozygotes. Une mutation a été identifiée à partir de l'étude de quatre ânes tachetés, tous hétérozygotes.
L'extension des marquages blancs peut être très variable, depuis une liste en tête dans ses formes minimales. Chez l'âne miniature, il existe une forme avec marques blanches au bas des membres et une étoile en tête.

## Rouan

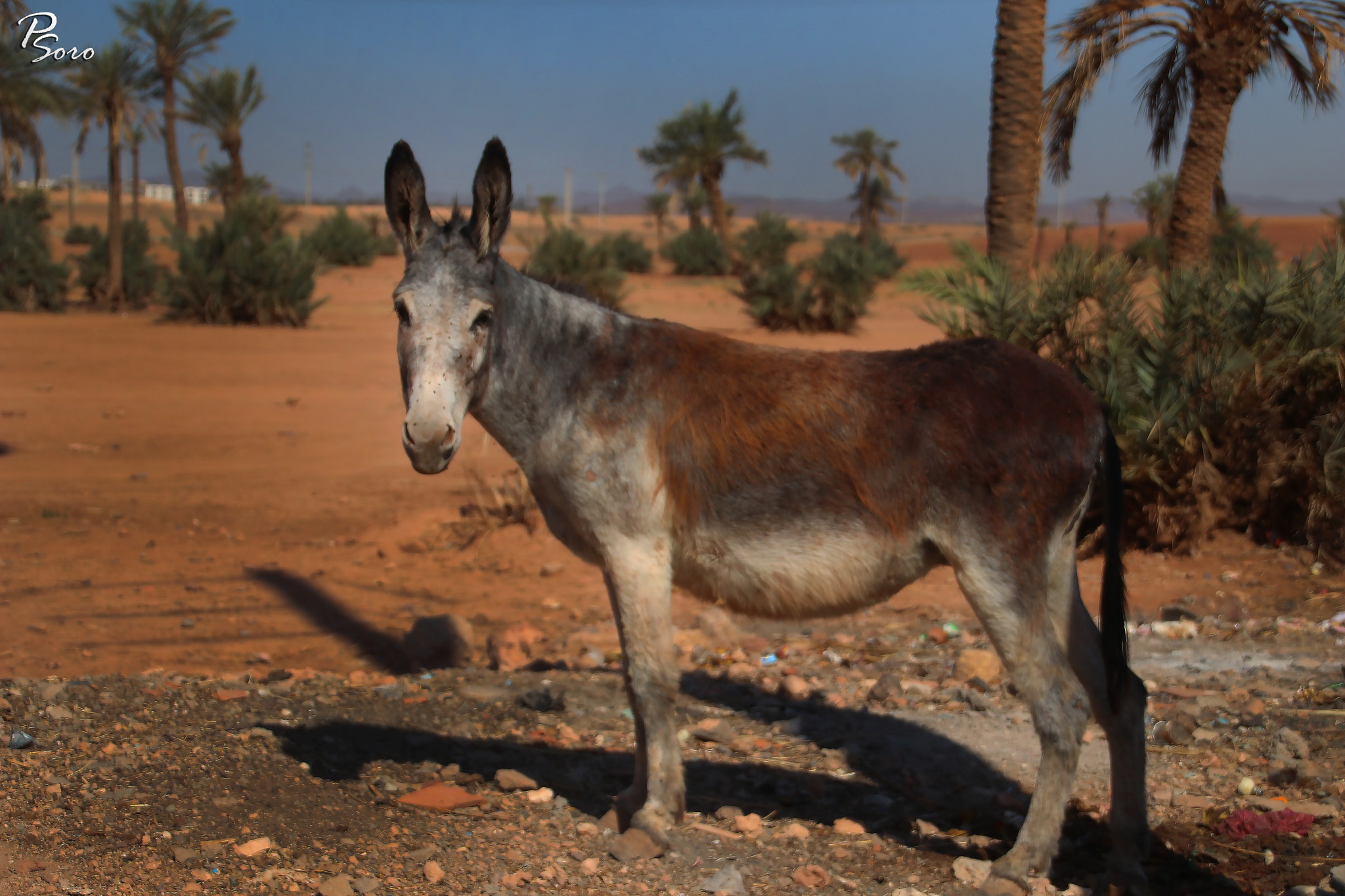
Âne rouan au Maroc.

Les robes rouan sont difficiles à définir chez l'âne, car elles n'ont pas fait l'objet de recherches génétiques, bien qu'elles semblent se transmettre de manière dominante. Cette robe est typique de l'âne andalou. La combinaison du rouan et du tacheté donne un pelage très blanc. 

## Albinos

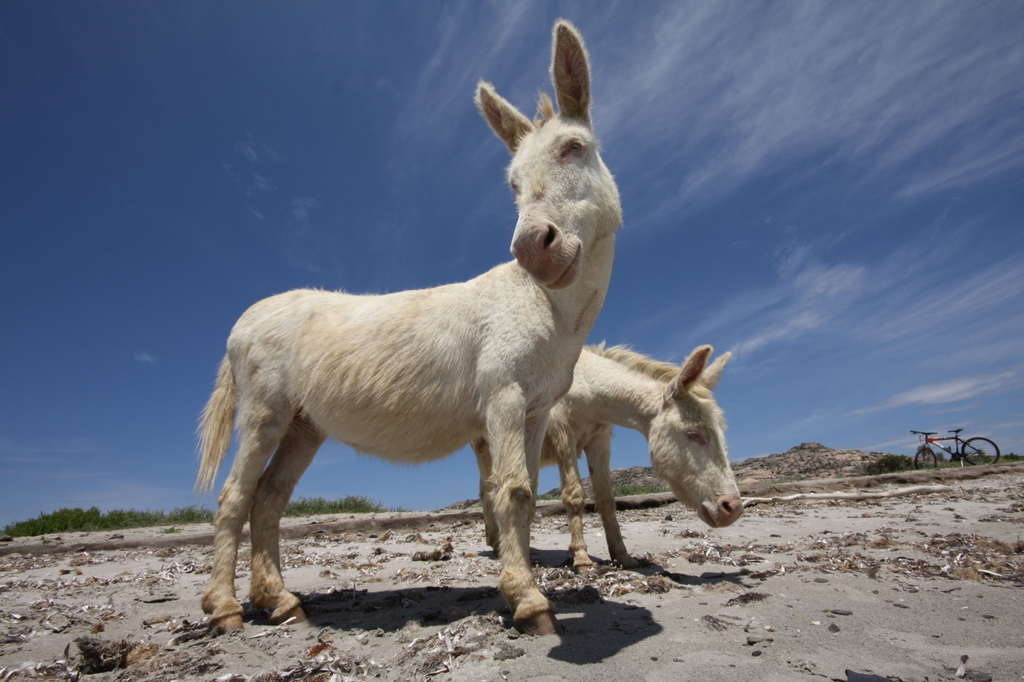
Ânes de l'Asinara.

La robe albinos de l'âne a été étudiée à partir de la population des ânes sauvages de l'Asinara. Les 82 ânes testés sont tous homozygotes pour une mutation du gène tyrosinase qui inactive la fonction d'une protéine, indiquant que la robe dite albinos est récessive.